# 100 Years
100 Years je francouzský film koncipovaný jako časová schránka. V roce 2015 jej natočil režisér Robert Rodriguez podle scénáře Johna Malkoviche. Vydán má být 18. listopadu 2115.

## Obsazení
- John Malkovich jako hrdina
- Shuya Chang jako hrdinka
- Marko Zaror jako padouch

## Produkce a vydání
V listopadu 2015 oznámili herec a scenárista John Malkovich a režisér Robert Rodriguez, že společně se značkou koňaku Louis XIII, vlastněnou společností Rémy Martin, natočili film inspirovaný stovkou let, kterou trvá zrání jedné láhve tohoto nápoje. Děj snímku zůstal tajemstvím, ale 18. listopadu 2015 vydali autoři filmu tři teasery, které ukazují jednu scénu ve třech možných budoucnostech, od dystopické pustiny po technologický ráj.
Film byl umístěn do trezoru s neprůstřelným sklem, který se má automaticky otevřít 18. listopadu 2115. Tento den se tak stane dnem premiéry snímku. Pozvánku na premiérové promítání, která je platná i pro potomky, dostalo 1000 osob z celého světa, včetně Rodrigueze a Malkoviche. Sejf s filmem byl ukázán v několika různých městech a také na filmovém festivalu v Cannes v roce 2016. Poté se vrátil do sklepů značky Louis XIII ve francouzském Cognacu.